# بيرم كراي

علم بيرم كراي

بيرم كراي هي إحدى الكيانات الفدرالية في روسيا. ومركزها الإداري مدينة بيرم.